# Lill-Armsjön
Lill-Armsjön är en sjö i Bjurholms kommun i Ångermanland och ingår i Hörnåns huvudavrinningsområde. Sjön är 17,3 meter djup, har en yta på 1,55 kvadratkilometer och är belägen 202,1 meter över havet. Sjön avvattnas av vattendraget Armsjöbäcken. Vid provfiske har bland annat abborre, gers, gädda och mört fångats i sjön.

## Delavrinningsområde
Lill-Armsjön ingår i det delavrinningsområde (710011-167075) som SMHI kallar för Utloppet av Lill-Armsjön. Medelhöjden är 225 meter över havet och ytan är 12,94 kvadratkilometer. Räknas de 6 avrinningsområdena uppströms in blir den ackumulerade arean 36,32 kvadratkilometer. Armsjöbäcken som avvattnar avrinningsområdet har biflödesordning 2, vilket innebär att vattnet flödar genom totalt 2 vattendrag innan det når havet efter 64 kilometer. Avrinningsområdet består mestadels av skog (62 procent). Avrinningsområdet har 1,59 kvadratkilometer vattenytor vilket ger det en sjöprocent på 12,3 procent.

## Fisk
Vid provfiske har följande fisk fångats i sjön:
- Abborre
- Gärs
- Gädda
- Mört
- Nors
- Siklöja